# Kamenná Lhota
Kamenná Lhota település Csehországban, a Havlíčkův Brod-i járásban. Kamenná Lhota Kouty, Horní Paseka, Bojiště és Kožlí településekkel határos. Lakosainak száma 279 fő (2024. január 1.).

## Népesség
A település lakosságának változását az alábbi diagram mutatja:
| Lakosok száma | 335  | 331  | 373  | 263  | 258  | 249  | 258  | 259  | 260  | 279  |
|               | 1869 | 1890 | 1921 | 1950 | 1980 | 2001 | 2017 | 2019 | 2022 | 2024 |